# Ката Дальстрем
Анна Марія Катаріна «Ката» Дальстрем (Anna Maria Katarina «Kata» Dalström), до шлюбу Карлберг (Carlberg; нар. 18 грудня 1858, Емтольм, муніципалітет Вестервік, графство Кальмар — пом. 11 грудня 1923, Стокгольм) — шведська соціалістка, феміністка та письменниця. Належала до провідних соціалістичних агітаторів та лівих письменників сучасної Швеції, її називають «матір'ю шведського соціалістичного руху робітничого класу».